# Lagenipora aragoi
Lagenipora aragoi is een mosdiertjessoort uit de familie van de Celleporidae. De wetenschappelijke naam van de soort is voor het eerst geldig gepubliceerd in 1955 door Marcus.